# Valsaceae
Valsaceae is een familie uit de orde Diaporthales van de ascomyceten. Het typegeslacht is Valsa.

## Taxonomie
Valsaceae werden lange tijd beschouwd als synoniem met de Diaportaceae. In feite zijn ze hun zusterfamilie, bestaande uit meerdere genera. Cytospora is de anamorf van veel Valsa-soorten.

## Kenmerken
De ascocarpen (vruchtlichamen) zijn gegroepeerd in goed ontwikkelde entostromata met een centrale uitstulping boven een witte schijf. Het stroma is het hyfenweefsel dat wordt waargenomen als een verondersteld vruchtlichaam, maar eigenlijk alleen de piepkleine, kegelvormige vruchtlichamen, de ascocarpen, omringt. Omdat het stroma in het gastheerweefsel is ingebed, wordt het entostroma genoemd.
Bij Leucostoma en Valsella zijn de stromata basaal afgebakend met een zwarte zone. Leucostoma-soorten hebben achtsporige asci, terwijl Valsella daarentegen veelzijdige asci heeft.

## Ecologie
De Valsaceae zijn meestal saprofyten op hout, maar ook ziekteverwekkers zoals Cytospora-kanker op perzik.

## Verspreiding
Valsaceae worden wereldwijd aangetroffen op houtige bedektzadigen in gematigde gebieden. 

## Genera
De familie omvat de volgende genera:
- Allodiatrypella M. Niranjan & V.V. Sarma 2021
- Amphiporthe Petr. 1971
- Apioplagiostoma M.E. Barr 1978
- Chadefaudiomyces Kamat, V.G. Rao, A.S. Patil & Ullasa 1974
- Clypeoporthella Petr. 1924
- Cryptascoma Ananthap. 1988
- Cytospora Ehrenb. 1818
- Ditopellina J. Reid & C. Booth 1967
- Durispora K.D. Hyde 1994
- Hypospilina (Sacc.) Traverso 1913
- Kapooria J. Reid & C. Booth 1989
- Maculatipalma J. Fröhl. & K.D. Hyde 1995
- Paravalsa Ananthap. 1990
- Phruensis Pinruan 2004
- Valsa Fr. 1849